# HDSP: Лов на дребни хищници
„HDSP: Лов на дребни хищници“ е български игрален филм (драма, трилър) от 2010 година на режисьора Цветодар Марков, по сценарий на Христиан Ночев. Оператор е Антон Бакарски.

## Актьорски състав
- Владимир Георгиев – Михаил (Лимката)
- Бойко Кръстанов – Спейса
- Силвия Петкова – Хани
- Яна Титова – Бети
- Мариан Вълев – Синатра
- Стефан Мавродиев – Кондов
- Христо Шопов – Чакъра
- Гергана Кофарджиева – Госпожата
- Людмила Сланева – Силвия
- Елена Бойчева – Психоложката
- Йоанна Темелкова- Невена